# Lijst van Franse koloniale oorlogen in Marokko
Er zijn verschillende Franse koloniale oorlogen in Marokko of Franco-Marokkaanse oorlogen geweest:
- Larache expeditie (1765)
- Franse verovering van Algerije (1827-1857)
- Franco-Marokkaanse Oorlog (1844)
  - Bombardement van Tanger (1844)
  - Slag bij Isly (1844)
  - Bombardement van Mogador (1844)
- Bombardement van Salé (1851)
- Franse verovering van Marokko (1907-1934)
  - Bombardment van Casablanca (1907)
  - Slag bij Sidi Bou Othman (1912)
  - Zaian Oorlog (1914-1921)
- Rifoorlog (1920) (1920-1926)
- Ifni Oorlog (1957-1958)